# HMS Forest Moor
HMS Forest Moor était une base terrestre de la Royal Navy située dans l’arrondissement de Harrogate, dans le North Yorkshire, en Angleterre.

## Historique
Ce site a d'abord été utilisé comme unité de renseignement de la Seconde Guerre mondiale, ou station Y.
En 1960, il devint le principal poste récepteur haute fréquence (HF) de la Royal Navy, sa principale fonction était d'acheminer les signaux HF de l'étranger vers des bases militaires et des centres de commandement au Royaume-Uni. La base était habitée par un petit groupe d’opérateurs radio et d’électriciens de la Royal Naval (environ six personnes par quart). 
Ce centre fournissait des liaisons de communication HF avec des bases situées dans l’océan Indien, en Méditerranée et au Canada, ainsi qu’une liaison récepteur/navire RATT avec des navires de guerre en mer. Les émetteurs étaient situés à HMS Inskip dans le Lancashire.
Il y avait aussi une petite unité constituée (comprenant un RPO, un traiteur et des chefs) pour la gestion quotidienne de l'établissement, y compris trois chauffeurs civils. Cette station était un "poste" populaire pour de nombreux marins qui y travaillent, hors du regard de la "Grande marine" en raison de son emplacement éloigné, Harrogate étant une destination populaire "au sol".
En 2003, il a été transféré à VT Communications (à présent Babcock International) dans le cadre d’un contrat de partenariat public-privé pour la fourniture de communications HF au ministère de la Défense par l’intermédiaire de la Defence Communication Services Agency. Il est maintenant exploité par du personnel civil, sur le site de 78 hectares  de Meagill Lane adjacent au site ancien de Forest Moor.
Defence Estates en a fait le transfert au conseil du comté de North Yorkshire pour 47 millions de livres sterling. Le site a été converti en une école pour enfants ayant des difficultés comportementales, émotionnelles et sociales,.